# Tailandeses
Los tailandeses o thai (en tailandés: ชาวไทย; endónimo), también llamados pueblo tai central (en tailandés: คนภาคกลาง, thai meridional; exónimo y también a nivel nacional ) o siamés (en tailandés: ชาวสยาม; exónimo histórico y, a veces, a nivel nacional ), pueblo T(h)ai noi (en tailandés: ไทยน้อย; endónimo histórico y, a veces, a nivel nacional ), en un sentido estricto, es un grupo étnico tai dominante en el centro y sur de Tailandia (Siam propiamente dicho). Forma parte del grupo etnolingüístico tai más grande nativo del sudeste asiático, así como del sur de China y el noreste de la India. Los tailandeses hablan los idiomas sukhothai (lenguaje tailandés central y tailandés meridional), que se clasifica como parte de la familia kra-dai. de idiomas La mayoría de los tailandeses son seguidores del budismo Theravada.
Como resultado de la política del gobierno durante las décadas de 1930 y 1940, que resultó en la asimilación forzada exitosa de muchos de los diversos grupos etnolingüísticos del país en el idioma y la cultura dominantes del centro de Tailandia, el término pueblo thai o tailandés ha llegado a referirse a la población de Tailandia en general. Esto incluye otros subgrupos del grupo etnolingüístico tai, como el pueblo yuan y el pueblo isan, así como grupos no tai, el más grande de los cuales es el de la etnia china.

## Historia

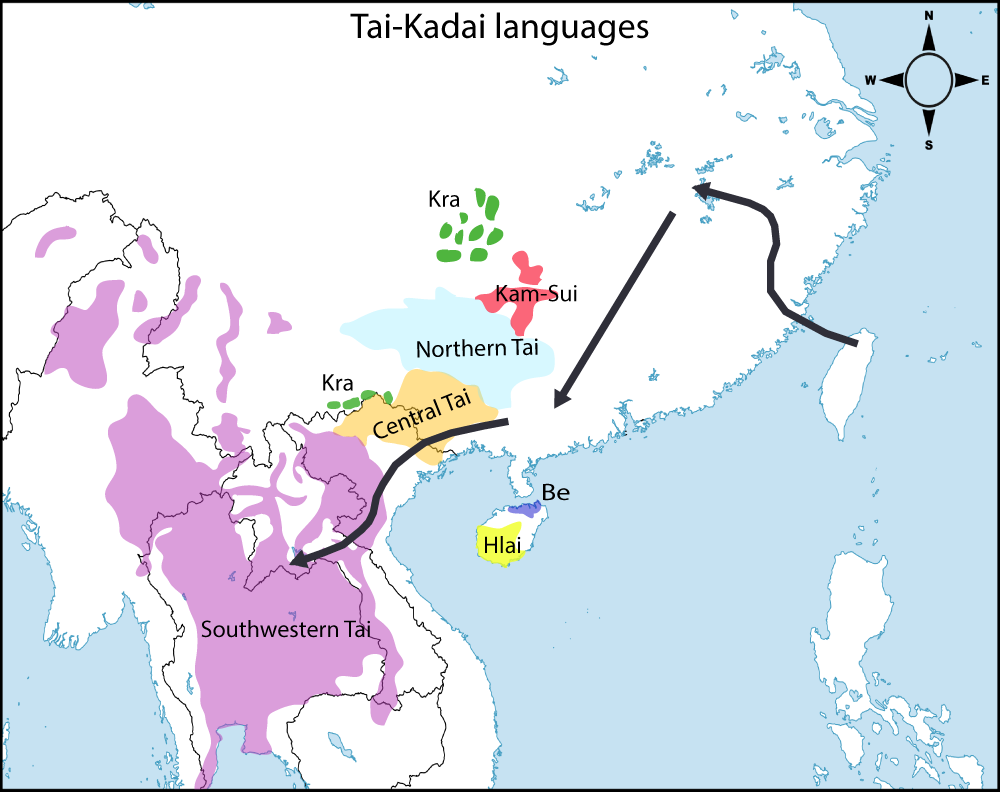
Ruta de migración Kra-Dai propuesta por Matthias Gerner (2014) en un proyecto computacional lingüístico.

Mapa que muestra el árbol genealógico lingüístico superpuesto a un mapa de distribución geográfica de la familia Tai-Kadai. Este mapa solo muestra el patrón general de la migración de las tribus de habla tai, no las rutas específicas, que habrían serpenteado a lo largo de los ríos y sobre los pasos inferiores.

Ha habido muchas teorías que proponen el origen de los pueblos tai, de los cuales los tai o tailandeses son un subgrupo, incluida una asociación del pueblo tai con el Reino de Nanzhao que se ha demostrado que no es válida. Un estudio lingüístico ha sugerido que el origen del pueblo Tai puede estar alrededor de la Región Autónoma de Guangxi Zhuang del sur de China, donde el pueblo zhuang representa actualmente aproximadamente un tercio de la población total. La dinastía Qin fundó Guangdong en el 214 a. C., iniciando las sucesivas oleadas de migraciones chinas desde el norte durante los próximos cientos de años.
Con las presiones políticas y culturales del norte, algunos pueblos tai emigraron al sur donde se encontraron con las civilizaciones clásicas indianizadas del sudeste asiático. Según la evidencia lingüística y otra histórica, la migración hacia el suroeste de las tribus de habla tai del suroeste, en particular, desde Guangxi tuvo lugar en algún momento entre los siglos VIII y X.
Los tais del norte se asentaron gradualmente en el valle de Chao Phraya a partir del siglo X, en tierras de la cultura Dvaravati, asimilando a los anteriores pueblos austroasiáticos mon y jemer, además de entrar en contacto con el Imperio jemer. Los tais que llegaron al área de la actual Tailandia se sumergieron en el budismo Theravada de los Mon y en la cultura y el arte de gobernar hindú-jemer. Por lo tanto, la cultura tailandesa es una mezcla de tradiciones tai con influencias índicas, mon y jemer.
Los primeros cacicazgos tailandeses incluían el Reino de Sujotai y la provincia de Suphan Buri. El Reino de Lavo, que fue el centro de la cultura jemer en el valle de Chao Phraya, también fue el punto de reunión de los tailandeses. Los tailandeses fueron llamados "Siam" por los angkorianos y aparecieron en el bajorrelieve de Angkor Wat como parte del ejército del Reino de Lavo. A veces, los cacicazgos tailandeses en el valle de Chao Phraya se pusieron bajo el control de Angkor bajo monarcas fuertes (incluidos Suryavarman II y Jayavarman VII ), pero en su mayoría eran independientes.
Una nueva ciudad-estado conocida como Ayutthaya que cubre las áreas del centro y sur de Tailandia, nombrada así por la ciudad india de Ayodhya, fue fundada por Ramathibodi y emergió como el centro del creciente imperio tailandés a partir de 1350. Inspirado por el entonces Imperio jemer de base hindú, las continuas conquistas del imperio de Ayutthayan llevaron a más asentamientos tailandeses a medida que el imperio jemer se debilitaba después de su derrota en Angkor en 1431. Durante este período, los ayuthayanos desarrollaron un sistema feudal cuando varios estados vasallos rindieron homenaje a los reyes ayuthayanos. Incluso cuando el poder tailandés se expandió a expensas de los mon y los jemeres, los ayutthayanos tailandeses enfrentaron reveses a manos de los malayos en Malaca y fueron controlados por los Toungoo de Birmania .
Aunque las guerras esporádicas continuaron con los birmanos y otros vecinos, las guerras chinas con Birmania y la intervención europea en otras partes del sudeste asiático permitieron a los tailandeses desarrollarse al comerciar con los europeos y enfrentar a las principales potencias entre sí para permanecer independientes.. La dinastía Chakkri bajo Rama I mantuvo a raya a los birmanos, mientras que Rama II y Rama III ayudaron a dar forma a gran parte de la sociedad tailandesa, pero también provocaron contratiempos en Tailandia a medida que los europeos se mudaron a las áreas que rodean la Tailandia moderna y redujeron cualquier reclamo que los tailandeses tuvieran sobre Camboya., en disputa con Birmania y Vietnam. Los tailandeses aprendieron de los comerciantes y diplomáticos europeos, manteniendo un rumbo independiente. Las influencias china, malaya y británica ayudaron a dar forma a los tailandeses, que a menudo asimilaron ideas extranjeras, pero lograron preservar gran parte de su cultura y resistieron la colonización europea que sepultó a sus vecinos. Tailandia es también el único país del sudeste asiático que no fue colonizado por las potencias europeas en la historia moderna.
El concepto de una nación tailandesa no se desarrolló hasta principios del siglo XX, bajo el príncipe Damrong y luego el rey Rama VI (Vajiravudh). Antes de esta era, el tailandés ni siquiera tenía una palabra para 'nación'. El rey Rama VI también impuso la idea de "Tailandia" (khwam-pen-thai) a sus súbditos y definió estrictamente lo que era "tailandés" y "no tailandés". Los autores de este período reescribieron la historia tailandesa desde un punto de vista etnonacionalista, sin tener en cuenta el hecho de que el concepto de etnicidad no había jugado un papel importante en el sudeste asiático hasta el siglo XIX. Este nacionalismo recién desarrollado fue la base de la política de "thaificación" de Tailandia, que se intensificó después del final de la monarquía absoluta en 1932 y especialmente bajo el gobierno del mariscal de campo Plaek Phibunsongkhram (1938-1944). Las minorías se vieron obligadas a asimilarse y las diferencias regionales del norte, noreste y sur de Tailandia fueron reprimidas a favor de una cultura "tailandesa" homogénea. Como resultado, muchos ciudadanos de Tailandia no pueden diferenciar entre su nacionalidad (san-chat) y su origen étnico (chuea-chat). Por lo tanto, es común que los descendientes de Jek เจ๊ก (chino) y Khaek แขก (indio, árabe, musulmán), después de varias generaciones en Tailandia, se consideren a sí mismos como " chuea-chat thai " (etnia tailandesa) en lugar de identificarse con sus antepasados. identidad étnica.
Otros pueblos que vivían bajo el dominio tailandés, principalmente mon, jemer y laosianos, así como inmigrantes chinos, indios o musulmanes, continuaron siendo asimilados por los tailandeses, pero al mismo tiempo influyeron en la cultura, la filosofía, la economía y la política tailandesas. En su artículo Jek pon Lao (1987) (เจ้กปนลาว, chino mezclado con lao), Sujit Wongthet, quien se describe a sí mismo en el artículo como chino mezclado con lao ( Jek pon Lao ), afirma que el tailandés actual son realmente chinos mezclados con laosianos. Insinúa que los tailandeses ya no son una raza bien definida sino una etnia compuesta por muchas razas y culturas. El grupo más grande e influyente son los chinos tailandeses . Theraphan Luangthongkum, un lingüista tailandés de origen chino, afirma que el 40% de la población tailandesa son descendientes de antiguos inmigrantes chinos. Un estudio reciente muestra que existe una estrecha relación genética entre los tailandeses centrales y los mon de Tailandia, que emigraron desde el sur de Myanmar .

## Geografía y demografía

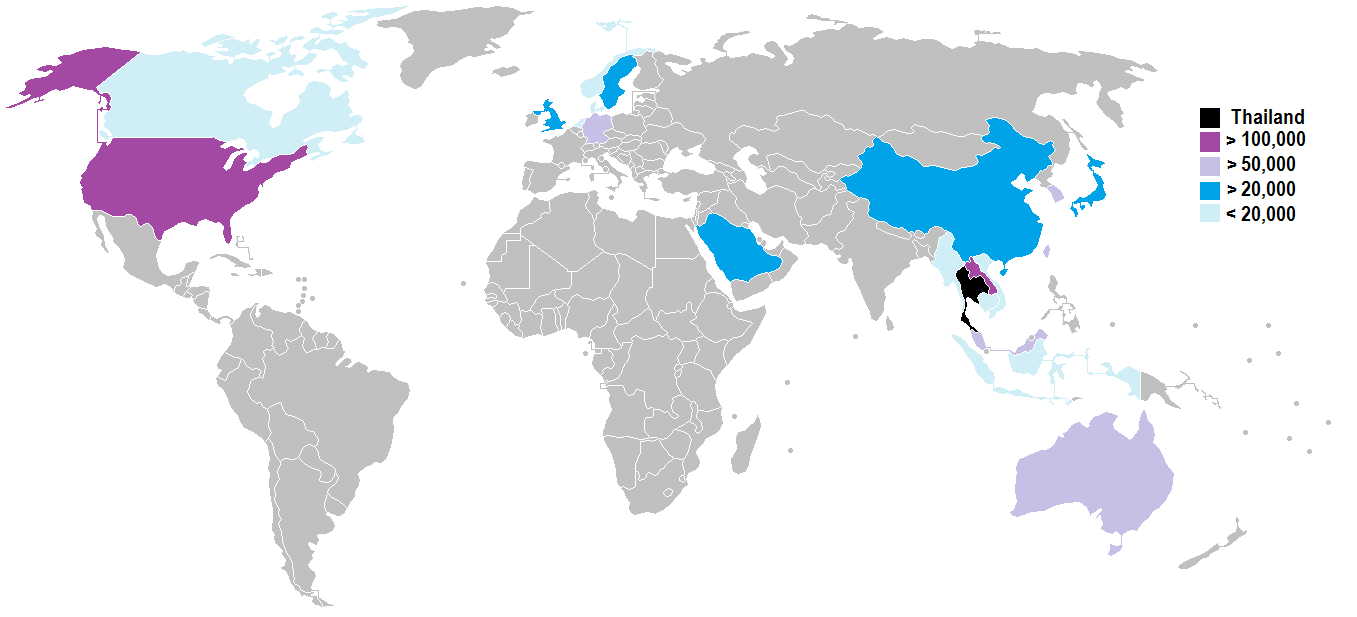
Los tailandeses en el extranjero.

La gran mayoría de los tailandeses viven en Tailandia, aunque también se pueden encontrar algunos tailandeses en otras partes del sudeste asiático. Alrededor de 51 a 57 millones viven solo en Tailandia, mientras que también se pueden encontrar grandes comunidades en los Estados Unidos, China, Laos, Taiwán, Malasia, Singapur, Camboya, Birmania, Corea del Sur, Alemania, el Reino Unido, Canadá, Australia, Suecia, Noruega, Libia y los Emiratos Árabes Unidos .

## Cultura y sociedad
Los tailandeses se pueden dividir en varios grupos regionales con sus propias variedades regionales de tailandés. Estos grupos incluyen el tailandés central (también la variedad estándar del idioma y la cultura), el tailandés del sur, el isan (más estrechamente relacionado con el laosiano estándar de Laos que con el tailandés estándar), el tailandés Lanna y el de habla malaya/yawi, malayos tailandeses. Dentro de cada región existen múltiples grupos étnicos. La cultura tailandesa central moderna se ha vuelto más dominante debido a la política oficial del gobierno, que fue diseñada para asimilar y unificar a los tailandeses dispares a pesar de los lazos etnolingüísticos y culturales entre las personas que no hablan tailandés central y sus comunidades.
Las artes indígenas incluyen muay thai (kick boxing), danza tailandesa, makruk (ajedrez tailandés), likay y nang yai (juego de sombras).

## Religión

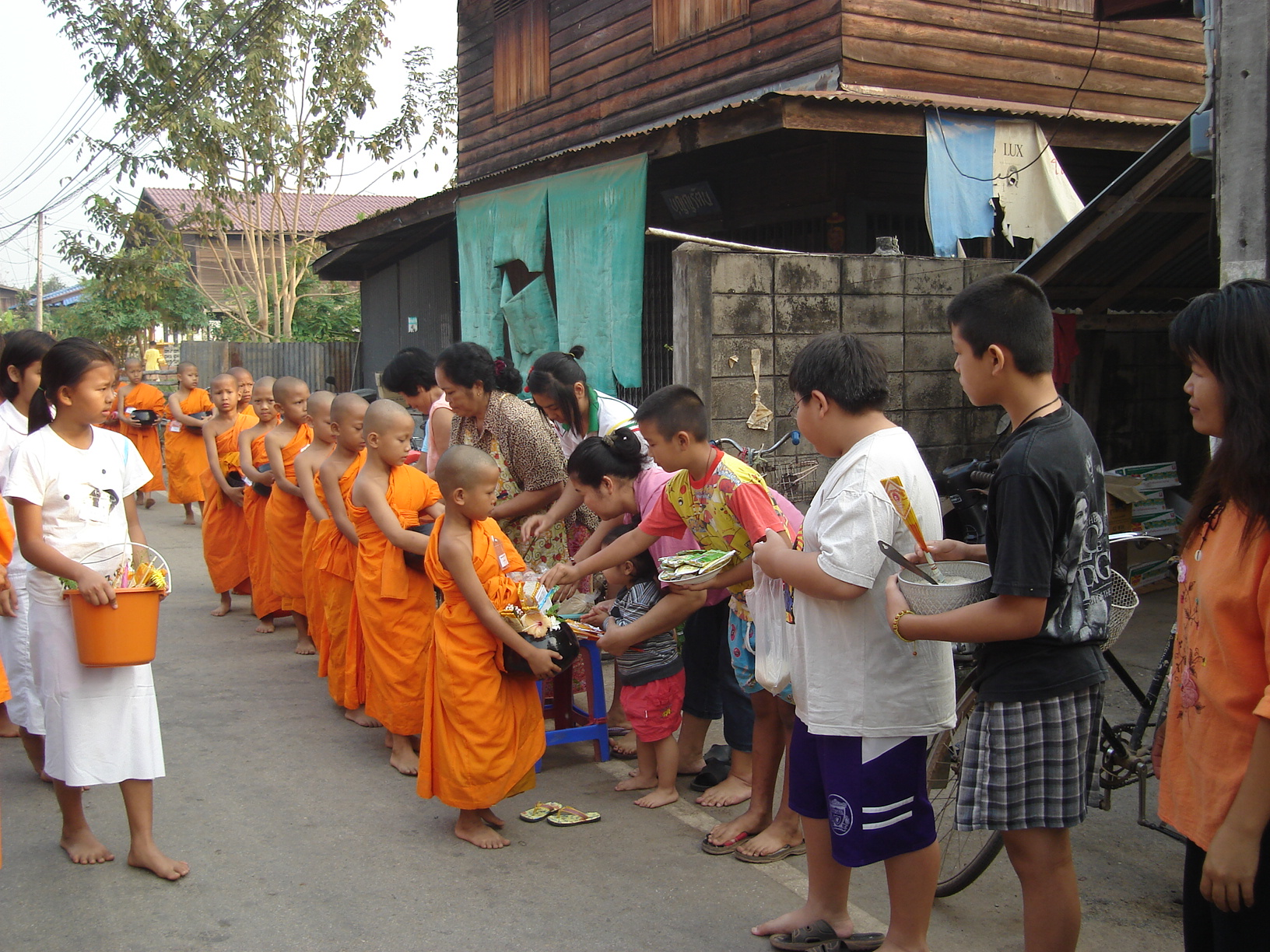
Monjes budistas recibiendo comida de los aldeanos

Los tailandeses forman el segundo grupo etnolingüístico más grande entre los budistas del mundo. Los tailandeses modernos son predominantemente budistas Theravada e identifican fuertemente su identidad étnica con sus prácticas religiosas, que incluyen aspectos del culto a los antepasados, entre otras creencias del folclore antiguo de Tailandia. Los tailandeses predominantemente (más del 90%) se declaran budistas. Desde el gobierno del rey Ramkhamhaeng de Sujothai y nuevamente desde la "reforma ortodoxa" del rey Mongkut en el siglo XIX, se basa en el budismo Theravada "original" de Sri Lanka. Sin embargo, la creencia popular de los tailandeses es una mezcla sincrética de las enseñanzas budistas oficiales, elementos animistas que se remontan a las creencias originales de los pueblos tai y brahmanes: elementos hindúes de la India, en parte heredados del Imperio hindú jemer de Angkor.
La creencia en los espíritus locales, de la naturaleza y del hogar, que influyen en cuestiones seculares como la salud o la prosperidad, así como en los fantasmas (en tailandés: phi, ผี) está muy extendida. Es visible, por ejemplo, en las llamadas casas de los espíritus (san phra phum), que pueden encontrarse cerca de muchos hogares. Phi juega un papel importante en el folklore local, pero también en la cultura popular moderna, como series de televisión y películas. Las "películas de fantasmas" (nang phi) son un género distinto e importante del cine tailandés.
El hinduismo ha dejado marcas sustanciales y presentes en la cultura tailandesa. Algunos tailandeses adoran a dioses hindúes como Ganesha, Shiva, Vishnu o Brahma (por ejemplo, en el conocido Santuario Erawan de Bangkok). No ven una contradicción entre esta práctica y su fe budista primaria. La epopeya nacional tailandesa Ramakien es una adaptación del Ramayana hindú. Figuras mitológicas hindúes como Devas, Yakshas, Nagas, dioses y sus monturas ( vahana ) caracterizan la mitología de los tailandeses y a menudo se representan en el arte tailandés, incluso como decoración de templos budistas. El símbolo nacional de Tailandia, Garuda, también está tomado de la mitología hindú.
Un rasgo característico del budismo tailandés es la práctica de tham boon (ทำบุญ) ("hacer méritos"). Esto se puede hacer principalmente mediante donaciones de alimentos y en especie a los monjes, contribuciones a la renovación y decoración de templos, liberación de criaturas cautivas (peces, pájaros), etc. Además, muchos tailandeses idolatran a monjes famosos y carismáticos, a quienes se les puede atribuir taumaturgia o el estatus de un santo budista perfeccionado ( Arahant ). Otras características significativas de la creencia popular tailandesa son la astrología, la numerología, los talismanes y los amuletos (a menudo imágenes de los venerados monjes)
Además de los dos millones de musulmanes malayos de Tailandia, hay más de un millón de tailandeses étnicos que profesan el Islam, especialmente en el sur, pero también en el gran Bangkok. Como resultado del trabajo misionero, también hay una minoría de aproximadamente 500.000 cristianos tailandeses : católicos y protestantes de varias denominaciones. Los templos budistas en Tailandia se caracterizan por altas estupas doradas, y la arquitectura budista de Tailandia es similar a la de otros países del sudeste asiático, particularmente Camboya y Laos, con los que Tailandia comparte herencia cultural e histórica.